# Titanium (chanson)
Pour les articles homonymes, voir Titanium.
Singles de David Guetta
Without You
(2011) The Alphabeat
(2012)
Singles par Sia
I Love It
(2011) Wild Ones
(2011)
Titanium est une chanson de David Guetta réalisée en collaboration avec la chanteuse australienne Sia. Il s'agit du 4e single extrait du 5e album studio du DJ, Nothing but the Beat. La chanson est écrite par Sia Furler, David Guetta, Giorgio Tuinfort et Afrojack, produit par Guetta, Tuinfort et Afrojack. Titanium sort le 8 août 2011 sur les plateformes de téléchargement. C'est la première chanson, des trois singles promotionnels de l'album avant d'être choisie en décembre 2011 comme single officiel. À l'origine la chanson est chantée par l'artiste américaine Mary J. Blige, cette version est en ligne depuis juillet 2011.
La musique est une Ballade flirtant entre plusieurs genres la pop, la house et la dance. Les paroles évoquent la force intérieure d'un adolescent. La voix de Sia est comparée à celle de Fergie et Dido et l'instrumental est comparé à celui du groupe Coldplay. Les critiques ont été globalement positives pour Titanium contrairement aux autres titres de Nothing but the Beat plus nuancées. Titanium atteint le top 10 en Australie, en Autriche, en Finlande, en France, en Allemagne, en Irlande, aux Pays-Bas, en Norvège, en Espagne, en Suède et en Suisse. La chanson a également atteint le top 20 au Canada, en Nouvelle-Zélande et au Royaume-Uni. La chanson est accompagnée d'un clip vidéo à partir du 21 décembre 2011 sur YouTube, David Guetta et Sia Furler n'y apparaissent pas. La vidéo met en scène un jeune garçon, joué par Ryan Lee, aux pouvoirs surnaturels.

## Genèse

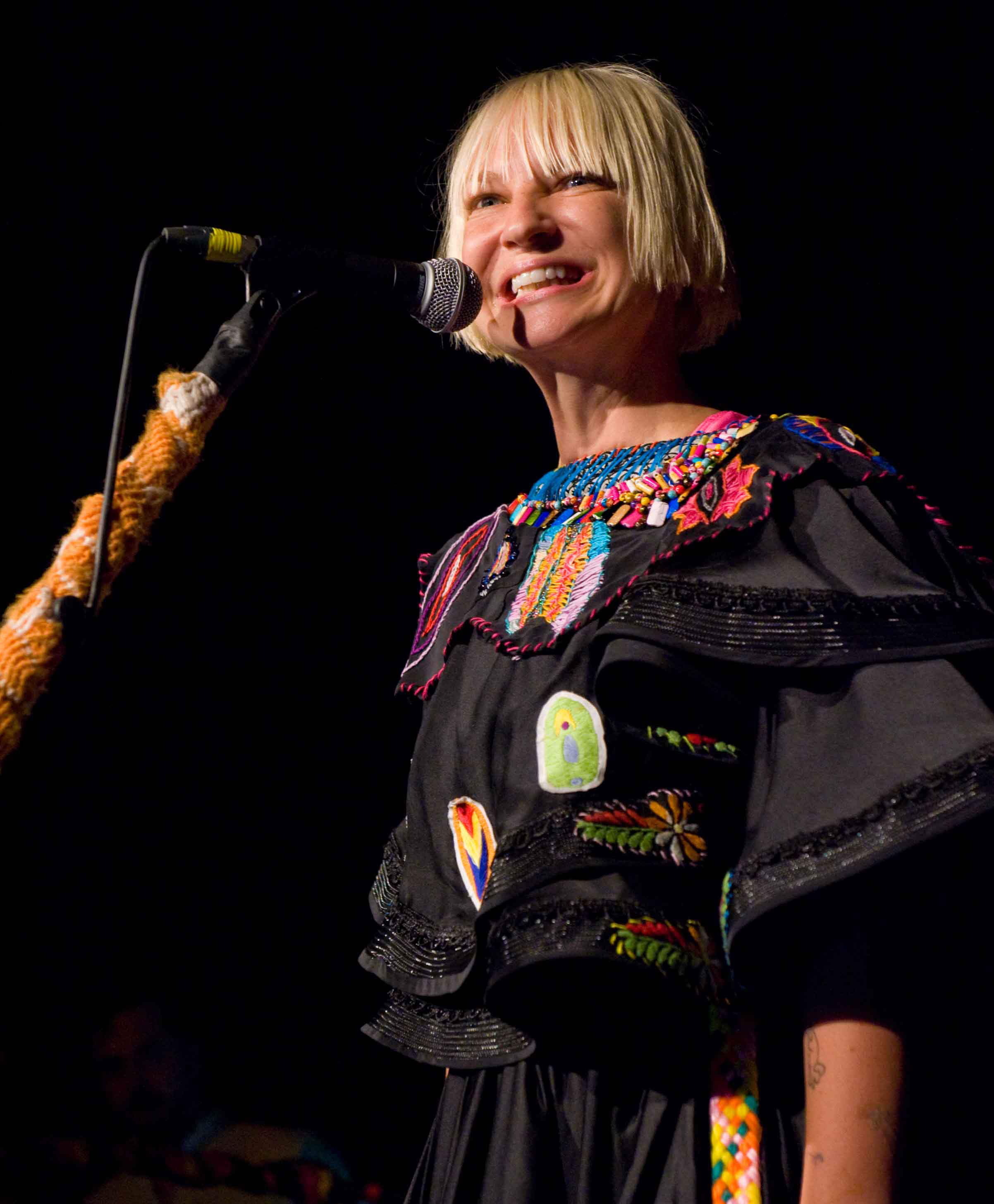
Sia en performance au "Showbox at the Market" à Seattle, Washington en 2011

Titanium a été écrite par Sia Furler, David Guetta, Giorgio Tuinfort et Afrojack, produit par Guetta, Tuinfort et Afrojack. Après avoir découvert sa musique sur internet, David Guetta est venu la rencontrer pour son album Nothing but the Beat. Lors d'une interview, il déclare : « Je suis vraiment impressionné par Sia... je suis curieux, j'ai envie d'en apprendre plus sur sa musique, sur ce qu'elle fait parce qu'elle est vraiment impressionnante. J'ai invité de très grands artistes dans mon album mais elle a un profil différent, plus du genre Indie dance ce qui rend la musique encore plus spéciale, et permet à la chanson de se démarquer de l'album je pense. »
La chanson sort en ligne sur internet en juillet 2011, une collaboration du dj français avec la chanteuse américaine Mary J. Blige,. David Guetta explique la fuite, « Vous ne devriez même pas savoir que la chanson existe ... Je préfère ne pas en parler. C'est ennuyeux, la chanson n'est pas censée être là ». Sia enregistre une démo de Titanium puis l'envoie à Mary J. Blige, David Guetta ainsi qu'à d'autres artistes. Finalement, David Guetta décide de retenir cette version, il se justifie : La première fois que j'ai entendu la version de Sia, j'étais vraiment impressionné car je n'ai jamais été en studio avec elle. À partir de ce moment je ne voulais plus proposer cette chanson à un autre artiste, cette version était parfaite comme elle était. Ce n'est pas seulement la notoriété d'un artiste américain qui fait la chanson mais aussi la musique et la voix. La chanteuse américaine Katy Perry est la première personne à qui le dj français a proposé cette piste cependant elle refuse l'invitation. En effet, d'après le magazine australien Take40, « pour la chanson Titanium, Sia a écrit les paroles pour Katy Perry, mais [Katy] ne veut pas faire une musique avec David Guetta. » Titanium sort sur les plateformes digitales le 8 août 2011; il s'agit du premier des trois singles promotionnels de l'album dans le cadre du compte à rebours sur ITunes Store avant la sortie officielle de Nothing but the Beat,.

## Composition
Titanium se décrit comme une ballade émotionnelle, flirtant entre plusieurs styles musicaux la pop, la house et la dance. Selon la partition publiée par le site Musicnotes.com par Sony / ATV Music Publishing, la chanson est une Mesure à quatre temps avec un tempo de 126 battements par minute. La tonalité est mi bémol majeur adapté à la tessiture vocale de Sia allant de Sol3 à Mib5. Selon Andrew Gregory, de The Daily Telegraph, l'introduction musicale de Titanium est caractéristique "des saveurs des années 1980".

## Accueil

### Accueil critique
David Byrne et Tony Peregrin du magazine Windy City Times qualifie la musique de « mémorable et énergique », écrivant sur Sia « c'est elle qui vole le spectacle » dans Nothing but the Beat. Robert Copsey de Digital Spy, définit la chanson d'un « enregistrement abouti ». Le site internet Samesame.com.au n'hésite pas à affirmer qu'il s'agit de la meilleure piste de l'album, disant «que vous n'hésiterez pas à appuyer sur replay en l'écoutant».
Le site mystarter.fr parle de « très très bonne chanson » en parlant de Titanium. Le site a donné une bonne appréciation concernant Sia : «La voix de Sia est juste un régal», mais au niveau de la musique, le site se montre beaucoup plus critique : « une très bonne introduction assez légère, mais le rythme s'alourdit après le refrain, un peu trop, car on retombe dans je dirais de l'habituel » avant de conclure « sinon dans l'ensemble le titre se tient très bien ».
Le site chartsinfrance.net parle à propos de Sia, qu'elle « gagnera très certainement en popularité avec Titanium »
Le DJ suisse Christopher S. accuse Guetta de s'être inspiré de son titre Deymien sorti un an plus tôt, le site reviewdepresse.com admet « qu'ils sont très semblables » mais relativise le plagiat : « c'est que déjà tous les titres de Guetta se ressemblent beaucoup, et que cette affaire a lieu dans un domaine musical, l'électro, ou chaque titre emprunte à ses partenaires, où chaque son est usé jusqu'à la corde à peine il apparait, où les rythmes sont toujours très proches ». Le site allomusic.com se montre du même avis : « Le morceau a beau être accusé de plagiat par le DJ suisse Christopher S, la voix de Sia fait toute la différence avec le titre de ce dernier Deymien ». Quant à David Guetta, il a réagi en démentant le plagiat.
L'intro de la chanson semble s'inspirer très fortement de la chanson Every Breath You Take du groupe The Police.

### Performance dans les hit-parades
En Australie, Titanium débute à la 31e position dans le ARIA Singles Chart, le 15 août 2011 et atteint en meilleur position la 5e place le 5 septembre 2011. Le single est certifié triple disque de platine par l’organisme Australian Recording Industry Association (ARIA), "Titanium" became Sia's highest charting single as a solo artist in the country as well as Guetta's ninth top-ten hit there,., en effet le titre a été téléchargé légalement 210 000 fois. Pour Sia Furler, Titanium est son plus grand succès dans son pays. Pour David Guetta, il s'agit de son 9e single à se classer dans le top10 en Australie. Le single entre à la 3e place dans le classement autrichien Austrian Singles Chart[réf. nécessaire], ainsi qu'à la neuvième place dans le Top 50 en France[réf. nécessaire]. Le single atteint également le top10 en Belgique (Wallonie), en Finlande, en Allemagne, en Irlande, aux Pays-Bas, en Norvège, en Espagne, en Suède, en suisse. Dans le top 20 en Belgique (Flandre), au Canada, en Nouvelle-Zélande ainsi qu'au Royaume-Uni[réf. nécessaire]. Le 20 août 2011, le single entre à la 16e place au UK Singles Chart[réf. nécessaire]. Titanium est aussi classé dans le UK Dance Chart, dont la meilleure position dans ce hit-parade est la 4e[réf. nécessaire]. La plus mauvaise position de Titanium dans un Hit-Parade est en Slovaquie où le single se classe 81e.
Sia déclare sur son compte Twitter :« C'est incroyable, j'ai passé 40 minutes de ma vie à enregistrer cette chanson avec zéro promo et ce titre devient mon plus grand succès à ce jour ».

## Liste des pistes
- Digital Virgin

1. Titanium - 4:05

- Digital EP[25]

1. Titanium (avec Sia) (Alesso Remix) – 6:43
2. Titanium (avec Sia) (Nicki Romero Remix) – 5:40
3. Titanium (avec Sia) (Arno Cost – 7:02
4. Titanium (avec Sia) (Gregori Klosman Remix) – 6:23
5. Titanium (avec Sia) (Extended Version) – 5:12

## Crédits et personnel
Crédits extrait des notes de la pochette album de Nothing but the Beat.
- Afrojack – Auteur-compositeur, producteur, mixage audio
- Sia Furler – chanteuse, auteur-compositeur
- David Guetta – Auteur-compositeur, producteur, mixage
- Giorgio Tuinfort – Auteur-compositeur, production

## Utilisation de la chanson dans les médias
Le 31 octobre 2011, le participant Andrew Wishart chante Titanium dans la troisième saison de X Factor en Australie sur une musique instrumentale différente de la version originale. Titanium est également utilisé pour la deuxième saison de X-Factor en Allemagne.
La chanson a été utilisée dans la cinquième saison de la série américaine Gossip Girl "I Am Number Nine", diffusé le 7 novembre 2011 aux États-Unis sur The CW Television Network.
Le 28 janvier 2012, la chanson est jouée aux NRJ Music Awards, mais elle est cette fois interprétée par Emeli Sande.
Le Vendredi 23 mai, la chanson est utilisée au théatre St Roch de St Père en Retz en l'occasion de la sécurité routière du LEAP ST GABRIEL NANTES OCEAN.
Titanium est utilisée dans le film "Les Nouveaux Sauvages" de Damián Szifron, sorti en 2014. Elle est jouée pour accompagner l'entrée en scène des mariés du 6e récit "Jusqu'à ce que la mort nous sépare" (Hasta que la muerte nos separe).

## Clip vidéo
Le clip vidéo sort sur le compte officiel de David Guetta le 16 décembre 2011. La vidéo, tournée au Québec à l’École Secondaire Dorval-Jean-XXIII, montre un jeune garçon joué par l'acteur Ryan Lee, poursuivi par des policiers dans les bois. La teaser du clip vidéo se termine ensuite avec la légende, "The Music Video Coming Soon" ce qui se traduit par "Le clip vidéo arrive bientôt". La vidéo en intégralité est diffusé le 21 décembre 2011 sur YouTube et atteint le milliard de visionnages en janvier 2019. David Guetta et Sia Furler n'apparaissent pas dans le clip.
Au début, la vidéo montre le jeune garçon à genoux dans une salle de classe en désordre, puis le petit garçon se lève, sort de la salle de classe et traverse le couloir vers la sortie. Soudain une femme en train de téléphoner l'aperçoit et ferme précipitamment la porte, le garçon apercevant la dame met son bonnet et se met à courir. Une fois le garçon sorti de l'école, la dame sort à son tour pour prévenir un policier. Le garçon rentre chez lui à vélo à une très vive allure. Une fois chez lui, il prépare ses affaires puis attrape un trousseau de clef en l'attirant vers lui comme un aimant. Soudain, Ryan Lee aperçoit des ombres par sa fenêtre : des policiers le recherchent. Il sort alors chez lui précipitamment et se met à fuir à pied. Dans le clip on aperçoit qu'il traverse la route puis se retrouve dans les bois. Il court dans les bois jusqu'à ce qu'il soit
encerclé par des policiers. Le piège se referme, les soldats s'approchent de lui, il se couche alors contre le sol tout recroquevillé puis une onde de choc électrique sort du corps du petit garçon. Telle une explosion les policiers sont tous projetés. Le clip commence en fait, par la même explosion à l'école produite par le garçon.
Jason Lipshutz du magazine américain Billboard note que les scènes surnaturelles rappellent le film de science-fiction Super 8 (2011). Le site musique.jeuxactu.com trouve le clip surprenant par rapport à ses anciens clips : "Pas de plage, de bling bling ou de filles bien carossées quasi nues ... le DJ français a semble-t-il voulu changer de registre". Le site musique.premiere.fr ajoute "Exit les dancefloors, les murs d’enceintes et les placements produits pour le dernier casque ou le dernier smartphone en vogue, et bonjour le scénario surnaturel dans lequel un gamin est poursuivi par la police pour avoir, à priori, ravagé son lycée". Quant à Kate Herchuez pour lefigaro.fr déplore "l'absence de Sia dans le clip, pourtant au featuring de la chanson".

## Classement et certifications
| Classement (2011)                           | Meilleure position |
| ------------------------------------------- | ------------------ |
| Allemagne (Media Control AG)                | 5                  |
| Australie (ARIA)                            | 5                  |
| Autriche (Ö3 Austria Top 40)                | 3                  |
| Belgique (Flandre Ultratop 50 Singles)      | 10                 |
| Belgique (Wallonie Ultratop 50 Singles)     | 4                  |
| Canada (Hot 100)                            | 7                  |
| Danemark (Tracklisten)                      | 3                  |
| Europe Hot 100 Singles                      | 12                 |
| Finlande (Suomen virallinen lista)          | 4                  |
| France (SNEP)                               | 3                  |
| France (Club 40)                            | 5                  |
| Hongrie (Dance Top 40)                      | 14                 |
| Irlande (IRMA)                              | 4                  |
| Israël (Media Forest)                       | 1                  |
| Pays-Bas (Nederlandse Top 40)               | 2                  |
| Nouvelle-Zélande (RMNZ)                     | 7                  |
| Norvège (VG-lista)                          | 2                  |
| Pologne                                     | 47                 |
| Écosse (OCC)                                | 1                  |
| Slovaquie (Rádio Top 100 Oficiálna)         | 10                 |
| Espagne (PROMUSICAE)                        | 5                  |
| Suède (Sverigetopplistan)                   | 3                  |
| Suisse (Schweizer Hitparade)                | 9                  |
| Royaume-Uni (UK Dance Chart)                | 1                  |
| Royaume-Uni (UK Singles Chart)              | 1                  |
| États-Unis (Billboard Hot 100)              | 7                  |
| États-Unis (Billboard Hot Dance Club Songs) | 42                 |

| Classement (2011)   | Position |
| ------------------- | -------- |
| Australie           | 18       |
| Autriche            | 21       |
| Belgique (Wallonie) | 76       |
| Allemagne           | 25       |
| Pays-Bas            | 20       |
| Suisse              | 56       |
| Estonie             | 7        |

| Pays                         | Certifications |
| ---------------------------- | -------------- |
| Allemagne (Media Control AG) | Platine        |
| Australie (ARIA)             | 5 × Platine    |
| Autriche (IFPI)              | Platine        |
| Belgique (BEA)               | Or             |
| Danemark (IFPI)              | 3 × Platine    |
| Finlande (IFPI)              | Or             |
| Espagne (Promusicae)         | Or             |
| États-Unis (RIAA)            | 3 × Platine    |
| France (SNEP)                | Or             |
| Italie (FIMI)                | 2 × Platine    |
| Nouvelle-Zélande (RIANZ)     | 3 × Platine    |
| Royaume-Uni (BPI)            | Platine        |
| Suisse (IFPI)                | 2 × Platine    |

## Historique de sortie
| Pays             | Date             | Format        |
| ---------------- | ---------------- | ------------- |
| Autriche         | 9 décembre 2011  | EP Digital    |
| Belgique         | 9 décembre 2011  | EP Digital    |
| Finlande         | 9 décembre 2011  | EP Digital    |
| Allemagne        | 9 décembre 2011  | EP Digital    |
| Italie           | 9 décembre 2011  | EP Digital    |
| Pays-Bas         | 9 décembre 2011  | EP Digital    |
| Norvège          | 9 décembre 2011  | EP Digital    |
| Suisse           | 9 décembre 2011  | EP Digital    |
| France           | 12 décembre 2011 | EP Digital    |
| Luxembourg       | 12 décembre 2011 | EP Digital    |
| Nouvelle-Zélande | 12 décembre 2011 | EP Digital    |
| Portugal         | 12 décembre 2011 | EP Digital    |
| Singapour        | 12 décembre 2011 | EP Digital    |
| Suède            | 12 décembre 2011 | EP Digital    |
| Espagne          | 13 décembre 2011 | EP Digital    |
| Irlande          | 16 décembre 2011 | Remix digital |
| Royaume-Uni      | 16 décembre 2011 | Remix digital |

## Reprises
Le titre a été repris en 2013 par le groupe de gothic metal Within Temptation, par Madilyn Bailey, Jasmine Thomson et par la chanteuse philippine Charice Pempengco.